# Каталог компонентов двойных и кратных звёзд
Каталог компонентов двойных и кратных звёзд (англ. The Catalog of Components of Double and Multiple Stars, или CCDM) — астрометрический каталог двойных и кратных звёзд. Создан Жаном Домманже и Омером Нисом в Королевской обсерватории Бельгии, чтобы обеспечить входной каталог звёзд для миссии «Hipparcos».
Первое издание каталога, выпущенное в 1994 году, содержит записи о 74 861 компоненте из 34 031 звёздных систем.
В 2002 году вышло расширенное второе издание, содержащее данные о 105 838 компонентов из 49 325 двойных и кратных звёзд. В каталоге перечислены координаты, звёздные величины, спектральные классы и собственные движения для каждого компонента.